# Jalna
Jalna es una ciudad y  municipio situada en el distrito de Jalna en el estado de Maharashtra (India). Su población es de 285577 habitantes (2011). Se encuentra a orillas del río Kundalika.

## Demografía
Según el censo de 2011 la población de Jalna era de 285577 habitantes, de los cuales 147092 eran hombres y 138485 eran mujeres. Jalna tiene una tasa media de alfabetización del 81,80%, inferior a la media estatal del 82,34%: la alfabetización masculina es del 87,10%, y la alfabetización femenina del 76,20%.

## Clima
| Parámetros climáticos promedio de Jalna | Parámetros climáticos promedio de Jalna | Parámetros climáticos promedio de Jalna | Parámetros climáticos promedio de Jalna | Parámetros climáticos promedio de Jalna | Parámetros climáticos promedio de Jalna | Parámetros climáticos promedio de Jalna | Parámetros climáticos promedio de Jalna | Parámetros climáticos promedio de Jalna | Parámetros climáticos promedio de Jalna | Parámetros climáticos promedio de Jalna | Parámetros climáticos promedio de Jalna | Parámetros climáticos promedio de Jalna | Parámetros climáticos promedio de Jalna |
| Mes                                     | Ene.                                    | Feb.                                    | Mar.                                    | Abr.                                    | May.                                    | Jun.                                    | Jul.                                    | Ago.                                    | Sep.                                    | Oct.                                    | Nov.                                    | Dic.                                    | Anual                                   |
| --------------------------------------- | --------------------------------------- | --------------------------------------- | --------------------------------------- | --------------------------------------- | --------------------------------------- | --------------------------------------- | --------------------------------------- | --------------------------------------- | --------------------------------------- | --------------------------------------- | --------------------------------------- | --------------------------------------- | --------------------------------------- |
| Temp. máx. media (°C)                   | 29                                      | 32                                      | 36                                      | 39                                      | 39                                      | 34                                      | 30                                      | 29                                      | 30                                      | 32                                      | 30                                      | 29                                      | 32.4                                    |
| Temp. mín. media (°C)                   | 10                                      | 14                                      | 19                                      | 23                                      | 25                                      | 24                                      | 22                                      | 22                                      | 21                                      | 19                                      | 15                                      | 12                                      | 18.8                                    |
| Precipitación total (mm)                | 1.8                                     | 1.1                                     | 6.6                                     | 3.1                                     | 28.6                                    | 150.1                                   | 152.5                                   | 182.3                                   | 156.8                                   | 75.2                                    | 13                                      | 12.5                                    | 783.6                                   |
| Fuente: Jalna Weather                   |                                         |                                         |                                         |                                         |                                         |                                         |                                         |                                         |                                         |                                         |                                         |                                         |                                         |